# Poa arnowiae
Poa arnowiae är en gräsart som beskrevs av Robert John Soreng. Poa arnowiae ingår i släktet gröen, och familjen gräs. Inga underarter finns listade i Catalogue of Life.